# 패트릭 윌슨
패트릭 조지프 윌슨(영어: Patrick Joseph Wilson, 1973년 7월 3일 ~ )은 미국의 배우, 영화 감독이다.

## 출연 작품
- 컨저링
- 이브닝
- 오페라의 유령
- 왓치맨
- 본 토마호크
- 파운더 - 롤리 스미스 역
- 카인드 오브 머더 - 월터 스택하우스 역
- 더 할로우 포인트 - 월러스 역
- 커뮤터 - 알렉스 머피 역
- 아쿠아맨 - 옴 왕 역
- 애나벨 집으로 - 에드 워렌 역
- 미드웨이 - 레이튼 역
- 높은 풀 속에서
- 컨저링 3 - 에드 역
- 인시디어스: 빨간 문
- 아쿠아맨과 로스트 킹덤 - 옴 왕 역